# Jiang Dingzhi
Jiang Dingzhi (chinesisch 蒋定之, Pinyin Jiăng Dìngzhī; * September 1954 in Liyang, Provinz Jiangsu) ist ein Politiker in der Volksrepublik China.
Nach Tätigkeiten in Politik und Verwaltung seiner Heimatprovinz war er dort zuletzt von 2003 bis 2005 Vize-Gouverneur. Danach war Jiang von 2005 bis 2010 stellvertretender Vorsitzender der China Banking Regulatory Commission sowie Mitglied des Projektkomitees für die Drei-Schluchten-Talsperre des Staatsrates.
Von August 2011 bis Januar 2015 war Jiang als Nachfolger von Luo Baoming Gouverneur der Provinz Hainan. Er war zugleich stellvertretender Parteisekretär dieser Provinz. Sein Nachfolger als Gouverneur wurde Liu Cigui.